# Заселак
Заселак представља већу или мању скупину кућа у оквиру једног сеоског насеља . Сходно томе, то је издвојени део или огранак села, често одељен неком природном препреком (брдо, водоток, шума и сл.). У подели неког подручја то је назив за издвојено насеље које нема статус самосталног насељеног места, већ припада неком другом насељу (обично сеоском, ређе градском), од кога може бити и поприлично удаљено.
Засеоци и сеоска насеља састављена од заселака се најчешће налазе у брдско-планинским подручјима 
света.

## Називи у српском језику
Поред најраспрострањенијег назива „заселак” у области јужне и источне Србије користи се и назив „махала”. Њега не треба мешати са појмом градске махале као градске четврти у градовима источњачких одлика.

## Основне одлике
Заселак се обично сматра најмањим обликом насеља, па га одликују следеће особине:
- мали број житеља, најчешће до 100. Историјски гледано, житељи су раније често били блиско повезани родбинским везама;
- преовлађује сеоско становање са пољопривредом;
- привреда засеока је блиско везана за непосредно окружење и обично припада примарном сектору - пољопривреда, шумарство, лов и риболов;
- садржаји централног вида (јавне службе, трговина и услуге) су ретки и јављају се само у најважнијим засеоцима, обично на важнијем путу, који представљају средишта окупљања за друге, мање и забаченије засеоке.

## Засеоци посебног вида
- Засеоци без стамбене намене су ретки и стога су данас препознатљиви (нпр. Рајачке „пимнице”);
- Заселак-средиште је такође реткост. Јавља се у планинским крајевима, у сеоским подручјима са селима разбијеног вида, где постојећи засеоци смештени на важним саобраћајним чвориштима добијају намене централног вида или се образују нови засеоци на датим, прометним местима. Овде преовлађују нестамбене намене: месна канцеларија, пошта, основна школа, здравствена амбуланта, задруга, продавнице и кафане, вашариште, станови за чиновнике и сл. Неки од ових заселака су се временом издвојили као засебна насеља, попут Блажева подно Копаоника или Девића подно Голије;
- Катуни или бачије, привремена боравишта од неколико колиба на високопланинским подручјима, у којима су боравили сточари током летњих испаша;
- Етно-село, као реплика традиционалног засеока или дела села (нпр. Сирогојно).

## Засеоци у српским земљама
У Српским земљама (Србија, Босна и Херцеговина, Црна Гора) су, због брдско-планинског рељефа и нестабилних историјских прилика, образована села која суц мање или више била разбијена на засеоке. Овде се могу уочити подскупине  :
- Старовлашка подскупина разбијених насеља - Села су веома разбијена, имања су подједнако распоређена по целом атару, да је чак тешко одредити и суседне засеоке. Овај вид села среће се у југозападној Србији, источној Босни, вишим деловима северне Црне Горе;
- Ибарска подскупина разбијених насеља - Села су разбијена, са јасно заокруженим засеоцима са највише 30 домаћинстава. Засеоци су често названи по презиму, које преовлађује у засеоку (значај крвног сродства по образовање засеока). Овај вид села среће се у области Ибра, вишег дела Подриња, вишег дела Шумадије, али у највишим деловима јужне Србије (Власина, Крајиште);
- Шумадијска подскупина полузбијених насеља - Села су полузбијена, где јасно уочавају засеоци, али се уочава и тежња да се они повежу у целину. Засеоци су често названи по презиму, које преовлађује у засеоку (значај крвног сродства по образовање засеока). Овај вид села среће се у нижим деловима Шумадије и западне Србије (Јадар, Подгорина, Тамнава);
- Тимочка подскупина збијених насеља - Села се састоји из пар веома збијених заселака (овде: махала). Овај вид села среће се у Тимочкој крајини, брдским крајевима источне и јужне Србије (осим долина и котлина).